# ريان كلارك (مغني)
ريان كلارك (بالإنجليزية: Ryan Clark)‏ هو مغني ومصمم جرافيك أمريكي، ولد في 23 يونيو 1979 في Woody, California ‏ في الولايات المتحدة.

## وصلات خارجية
- ريان كلارك على موقع ميوزك برينز (الإنجليزية)
- ريان كلارك على موقع أول ميوزيك (الإنجليزية)
- ريان كلارك على موقع أول ميوزيك (الإنجليزية)
- ريان كلارك على موقع أول ميوزيك (الإنجليزية)
- ريان كلارك على موقع ديسكوغز (الإنجليزية)